# Campeonato Mundial de Atletismo de 2007 - 20 km marcha atlética feminina
A marcha atlética feminina de 20 km no Campeonato Mundial de Atletismo de 2007 foi realizada nas ruas de Osaka, no Japão, no dia 31 de agosto de 2007.

## Recordes
Antes desta competição, os recordes mundiais e do campeonato nesta prova eram os seguintes:
| Tipo                  | Atleta            | Tempo   | Local     | Data                |
| --------------------- | ----------------- | ------- | --------- | ------------------- |
|                       | Olimpiada Ivanova | 1:25:41 | Helsinque | 7 de agosto de 2005 |
| Recorde do campeonato | Olimpiada Ivanova | 1:25:41 | Helsinque | 7 de agosto de 2005 |

## Medalhistas
| Ouro                 | Prata                    | Bronze            |
| Olga Kaniskina (RUS) | Tatyana Shemyakina (RUS) | María Vasco (ESP) |

## Calendário
Todos os horários estão no horário local (UTC+9)
| Data         | Horário | Fase  |
| ------------ | ------- | ----- |
| 31 de agosto | 08:00   | Final |

## Resultados
A final ocorreu dia 31 de agosto às 08:00.
| Pos.              | Atleta                | Nacionalidade  | Tempo   | Notas                |
| ----------------- | --------------------- | -------------- | ------- | -------------------- |
| Medalha de ouro   | Olga Kaniskina        | Rússia         | 1:30:09 |                      |
| Medalha de prata  | Tatyana Shemyakina    | Rússia         | 1:30:42 |                      |
| Medalha de bronze | María Vasco           | Espanha        | 1:30:47 |                      |
| 4                 | Kjersti Plätzer       | Noruega        | 1:31:24 |                      |
| 5                 | Susana Feitor         | Portugal       | 1:32:01 |                      |
| 6                 | Claudia Stef          | Roménia        | 1:32:47 |                      |
| 7                 | Inês Henriques        | Portugal       | 1:33:06 |                      |
| 8                 | Sabine Zimmer         | Alemanha       | 1:33:23 |                      |
| 9                 | Tatyana Sibileva      | Rússia         | 1:33:29 |                      |
| 10                | Mayumi Kawasaki       | Japão          | 1:33:35 |                      |
| 11                | Vera Santos           | Portugal       | 1:34:28 |                      |
| 12                | María José Poves      | Espanha        | 1:35:06 |                      |
| 13                | Beatriz Pascual       | Espanha        | 1:35:13 |                      |
| 14                | Melanie Seeger        | Alemanha       | 1:35:30 |                      |
| 15                | Song Hongjuan         | China          | 1:35:44 |                      |
| 16                | Elena Ginko           | Bielorrússia   | 1:35:59 |                      |
| 17                | Olive Loughnane       | Irlanda        | 1:36:00 |                      |
| 18                | Zuzana Malíková       | Eslováquia     | 1:36:26 |                      |
| 19                | Liu Hong              | China          | 1:36:40 |                      |
| 20                | Barbora Dibelková     | Chéquia        | 1:36:45 |                      |
| 21                | Marie Polli           | Suíça          | 1:36:54 |                      |
| 22                | Sonata Milušauskaitė  | Lituânia       | 1:37:28 |                      |
| 23                | Sylwia Korzeniowska   | Polónia        | 1:37:38 |                      |
| 24                | Mária Gáliková        | Eslováquia     | 1:38:54 |                      |
| 25                | Johanna Jackson       | Grã-Bretanha   | 1:39:34 |                      |
| 26                | Kim Mi-Jung           | Coreia do Sul  | 1:41:33 |                      |
| 27                | Masumi Fuchise        | Japão          | 1:41:49 |                      |
| 28                | Svetlana Tolstaya     | Cazaquistão    | 1:41:54 |                      |
| 29                | Yadira Guamán         | Equador        | 1:42:17 |                      |
| 30                | Tania Regina Spindler | Brasil         | 1:43:56 |                      |
| 31                | Sandra Zapata         | Colômbia       | 1:44:42 |                      |
| 32                | Yeliz Ay              | Turquia        | 1:45:52 |                      |
| 33                | Geovana Irusta        | Bolívia        | 1:47:15 | Recorde da temporada |
| —                 | Ryoko Sakakura        | Japão          | DSQ     |                      |
| —                 | Jane Saville          | Austrália      | DSQ     |                      |
| —                 | Teresa Vaill          | Estados Unidos | DSQ     |                      |
| —                 | Miriam Ramón          | Equador        | DSQ     |                      |
| —                 | Olimpiada Ivanova     | Rússia         | DNF     |                      |
| —                 | Elisa Rigaudo         | Itália         | DNF     |                      |
| —                 | Jolanta Dukure        | Letônia        | DNF     |                      |
| —                 | Jiang Jing            | China          | DNF     |                      |
| —                 | Athanasia Tsoumeleka  | Grécia         | DNF     |                      |

Legenda
| Recorde mundial       | Recorde mundial (World record)               |                       | Recorde africano                      | Recorde africano (African) |                                           | Q | Classificado por posição (Qualified) |
| Recorde do campeonato | Recorde do campeonato (Championship record)  | Recorde da América    | Recorde da América (Americas)         | q                          | Classificado por melhor tempo (Qualified) |   |                                      |
| Melhor marca do ano   | Melhor marca do ano (World leading)          | Recorde asiático      | Recorde asiático (Asian)              | DNS                        | Não largou (Did not start)                |   |                                      |
| Recorde nacional      | Recorde nacional (National record)           | Recorde europeu       | Recorde europeu (European)            | DNF                        | Não terminou (Did not finish)             |   |                                      |
| Recorde pessoal       | Recorde pessoal do atleta (Personal best)    | Recorde da Oceania    | Recorde da Oceania (Oceania)          | DSQ / DQ                   | Desclassificado (Disqualified)            |   |                                      |
| Recorde da temporada  | Recorde da temporada do atleta (Season best) | Recorde sul-americano | Recorde sul-americano (South America) | NM                         | Sem marca (No mark)                       |   |                                      |